# Minnie Hauk
Minnie Hauk, właśc. Amalia Mignon Hauck (ur. 16 listopada 1851 w Nowym Jorku, zm. 6 lutego 1929 w Triebschen) – amerykańska śpiewaczka, początkowo sopran dramatyczny, później mezzosopran.

## Życiorys
Była córką cieśli pochodzącego z Niemiec, który wyemigrował do Stanów Zjednoczonych po wydarzeniach Wiosny Ludów i ożenił się z Amerykanką. Imię Mignon otrzymała na cześć bohaterki powieści Johanna Wolfganga von Goethego Lata nauki Wilhelma Meistra. Jako dziecko przeprowadziła się z rodzicami do Atchison w stanie Kansas, a następnie do Nowego Orleanu, gdzie rozpoczęła publiczne występy jako śpiewaczka. Na scenie operowej zadebiutowała w 1866 roku w prywatnym teatrze Leonarda Jerome’a na Brooklynie jako Amina w Lunatyczce Vincenzo Belliniego. W 1867 roku wystąpiła w roli Julii w amerykańskiej prapremierze Romea i Julii Charles’a Gounoda. W 1868 roku wyjechała do Europy, gdzie występowała w Londynie i Paryżu, w latach 1868–1870 odbyła podróż do Petersburga i Moskwy. Od 1870 roku śpiewała w Wiedniu, a później w Berlinie i Budapeszcie.
Po powrocie do Stanów Zjednoczonych wystąpiła w amerykańskich prapremierach Carmen Georges’a Bizeta (1868) i Manon Jules’a Masseneta. W 1891 roku wystąpiła jako Selika w Afrykance Giacomo Meyerbeera na deskach nowojorskiej Metropolitan Opera, jednak na skutek konfliktów z zarządem odeszła z tego teatru i założyła własny zespół operowy, z którym dała w Chicago prapremierowe przedstawienie Rycerskości wieśniaczej Pietro Mascagniego. Niedługo potem wycofała się ze sceny operowej i wyjechała do Szwajcarii wraz z mężem, baronem Ernstem von Hesse-Wartegg. Po jego śmierci przeprowadziła się do Berlina. Na skutek kryzysu gospodarczego po I wojnie światowej utraciła majątek, śpiewaczka Geraldine Farrar zorganizowała wówczas w Stanach Zjednoczonych zbiórkę na jej rzecz.
Opublikowała autobiografię Memories of a Singer (Londyn 1925). 